# Luciopimelodus pati
El patí (Luciopimelodus pati)  es una  especie sudamericana de pez gato de agua dulce de largos bigotes, que habita la Cuenca del Plata. Fue introducido en el río Blanco, en Texas, y en Rio Bravo,México.[cita requerida]  Su nombre científico se origina del nombre común de raíz guaraní patí, simplemente referenciado como pez gato.
Es de color gris muy claro con manchas negras, boca grande y cabeza algo achatada. Se alimenta de peces. Se han registrado edades de hasta 12 años. Es una de las especies que se capturan en mayor volumen. 
Hallado mayormente en aguas turbias y profundas con moderada correntada. Puede alcanzar 1,20 m. .
Para la pesca deportiva se lo pesca con lombrices, anguila, filet de sábalo y trocitos de bagre.